# Kim Ji-woon
Kim Jee-woon (김지운?, 金知雲?, Gim Ji-unLR, Kim ChiunMR; Seul, 6 luglio 1964) è un regista, sceneggiatore e produttore cinematografico sudcoreano.

## Filmografia

### Regista
- The Quiet Family (Joyonghan gajok) (1998)
- The Foul King (Banchikwang) (2000)
- Coming Out (2000) - mediometraggio
- Three (episodio: Memories) (2002)
- Two Sisters (Janghwa) (2003)
- A Bittersweet Life (2005)
- Il buono, il matto, il cattivo (Joheun nom nabbeun nom isanghan nom) (2008)
- I Saw the Devil (2010)
- Inryumyeolmangbogoseo (episodio: The Heavenly Creature) (2012)
- The Last Stand - L'ultima sfida (The Last Stand) (2013)
- L'impero delle ombre (2016)
- Illang - Uomini e lupi (2018)
- Cobweb (Geomijip) (2023)

### Sceneggiatore
- The Quiet Family (Joyonghan gajok) (1998)
- Coming Out (2000) - mediometraggio
- Three (episodio: Memories) (2002)
- Two Sisters (Janghwa) (2003)
- Bittersweet Life (2005)
- Il buono, il matto, il cattivo (Joheun nom nabbeun nom isanghan nom) (2008)
- L'impero delle ombre (2016)
- Illang - Uomini e lupi (2018)

### Produttore
- Coming Out (2000) - mediometraggio
- Three (episodio: Memories) (2002)
- Two Sisters (Janghwa) (2003)
- Bittersweet Life (2005)
- Il buono, il matto, il cattivo (Joheun nom nabbeun nom isanghan nom) (2008)
- L'impero delle ombre (2016)
- Illang - Uomini e lupi (2018)